# George Johnston Allman
George Johnston Allman (Dublino, 28 settembre 1824 – Dublino, 9 maggio 1904) è stato un matematico irlandese.
Figlio del botanico William Allman, fu ardito ricercatore della geometria preeuclidea in Grecia. 
Fu professore di matematica per circa quarant'anni presso la Queen's University of Ireland. Nel giugno 1884 divenne membro della Royal Society.
È specialmente ricordato per la sua History of greek geometry from Thales to Euclid (1889).

## Opere
Le opere più importanti sono: 
- Method of deriving the Polar Equations of Dynamics & Hydrodynamics from direct physical considerations, Dublin University Phil Transactions 1848.
- On certain Curves traced on the Surface of an Ellipsoid, Camb & Dub Math Journal. 1848.
- On the Attraction of Ellipsoids, with a new demonstration of Clairaut's Theorem, being an account of the late Prof MacCullagh's lectures, Trans RI Academy 1855.
- On some properties of Paraboloids,  "Quarterly Journal Maths" 1874.
- Greek Geometry from Thales to Euclid, Part 1 "Hermathena" 1877. (Part 2 Hermathena), 1881